# Hypomolis roseicincta
Hypomolis roseicincta är en fjärilsart som beskrevs av Paul Dognin 1913. Hypomolis roseicincta ingår i släktet Hypomolis och familjen björnspinnare. Inga underarter finns listade i Catalogue of Life.